# Парк природе Кучај-Бељаница
Парк природе Кучај-Бељаница заузима велико пространство у источној Србији. На северу је Жагубичком котлином одвојен од Хомољског масива, са запада га ограничава долина Мораве, на југу је превојем Честобродица одвојен од масива Ртња, а на истоку је опасан Зајечарско-Борском депресијом.
Кучајско-бељанички масив је најпространији планински комплекс источне Србије. Има карактер висоравни сложене тектонске и морфолошке структуре, интензивно карстификоване. Испресецан је клисурама и кањонским долинама бројних река, са површинским и подземним облицима карстног рељефа и карстне издани. Располаже огромним резрвама висококвалитетних вода.
О изузетном хидролошком богатству и разноврсности сведочи више од 30 објеката хидролошког наслеђа – репрезентативних водних појава: крашких врела, водопада и слапова, понорница. Најзначајнија река је Ресава. Њена сложена, композитна долина, са суженим кањонским и клисурастим деловима, представља спону између Бељанице на северу и Кучајских планина на југу.

## Биљни свет
У флористичком смислу, најразноврсније и најзначајније области представљене су клисурама и кањонима са бројним реликтним заједницама и рефугијалним стаништима на кречњачким литицама, стенама и камењарима. Захваљујући специфичној геолошкој подлози и клими, на овом простору су нашле станиште бројне ретке и угрожене биљне врсте – од укупно 755 (што чини око 20% укупне флоре Србије) 22 врсте су у категорији строго заштићених биљних врста, 21 припада ендемичним таксонима, а 31 врста обухвата ретке, угрожене и рањиве таксоне биљака и налази се на „Прелиминарној Црвеној листи флоре Србије“. Кањонски и клисурасти делови одликују се присуством старих-реликтних биљних врста. Букове састојине у оквиру којих је издвојено неколико шумских (прашумских) резервата чине доминантну компоненту шума и уопште вегетације.

## Животињски свет
Забележено је присуство укупно 11 врста батрахо и херпетофауне (пет врста водоземаца и шест врста гмизаваца), што чини 23,4% од укупног броја врста које насељавају територију Републике Србије.
На овом подручју до сада је забележено присуство око 130 врста птица, што опредељује простор као „подручје од изузетног значаја за птице“ (IBA).
У погледу фауне сисара, подручје припада тзв. источној зони високог диверзитета, са до сада регистрованим присуством око 70 врста, што чини преко 70% укупне фауне сисара код нас. Посебно богатство представљају слепи мишеви и крупни сисари.

## Статус
Простор Кучајских планина је део међународне Еmerald мреже, подручја нарочито значајних за заштиту и очување дивљих биљних и животињских врста и њихових станишта.
Ово је простор јако дисецираног рељефа, без сталних насеља, односно, највећи је ненасељени простор у Србији. На високопланинским пашњацима јављају се специфична планинска насеља, катуни - једине насељене површине на овом простору.
Слаба насељеност и лоша саобраћајна повезаност допринели су да простор Парка природе остане неизмењених и очуваних природних карактеристика, те се може издвојити као вредан и посебан.